# Hainsfarth
Hainsfarth település Németországban, azon belül Bajorországban. Lakosainak száma 1464 fő (2023. december 31.). Hainsfarth Megesheim, Munningen, Oettingen in Bayern, Auhausen és Westheim községekkel határos.

## Népesség
A település népessége az elmúlt években az alábbi módon változott:
| Lakosok száma | 1058 | 1248 | 1252 | 1443 | 1453 | 1440 | 1447 | 1424 | 1434 | 1464 |
|               | 1875 | 1950 | 1975 | 1987 | 2012 | 2014 | 2016 | 2017 | 2021 | 2023 |